# Richard Clayderman (album 1982)
Richard Clayderman  è un album-raccolta del pianista francese Richard Clayderman, pubblicato nel 1982 su etichetta Delphine/Decca.
L'album, prodotto da Jean Baudlot, Olivier Toussaint e Paul de Senneville, contiene in tutto 14 brani. 

Tra questi, figurano brani di Bach, Beethoven, Brahms, Čajkovskij, George Gershwin, Gounod, Rossini, ecc., standard musicali quali My Way e la hit di Clayderman Ballade pour Adeline.

## Tracce
1. 'L' for love (A comme amour) (Paul de Senneville - Olivier Toussaint)   2:52
2. La mer  (Charles Trenet)   3:12
3. My Way  (Paul Anka - Claude François  - Jacques Revaux - Gilles Thibaut)   3:49
4. Lyphard Melody  (Paul de Senneville - Olivier Toussaint)   4:30
5. Tristesse (Fryderyk Chopin - Arr. Toussaint / Gérard Salesses)   2:15
6. Für Elise  (Beethoven)   2:22
7. Ballad for Adeline (Ballade pour Adeline)  (Paul de Senneville)   2:30
8. Rhapsody in Blue  (George Gershwin)   6:02
9. Bach Gammon  (Bach - Čajkovskij - Brahms - Paul de Senneville)   2:45
10. Sentimental Medley  (Gioachino Rossini - Gounod - Bach - Tomaso Albinoni - Paul de Senneville)   4:57
11. Liebestraum  (Franz Liszt)   2:45
12. Moonlight Sonata  (Beethoven)   3:12
13. Romeo & Juliet  (Nino Rota)   2:19
14. Murmurs (Liebeslied)  (Paul de Senneville)   2:25